# Villegaudin
Villegaudin település Franciaországban, Saône-et-Loire megyében. Lakosainak száma 218 fő (2022. január 1.). Villegaudin Serrigny-en-Bresse, Diconne, Mervans és Saint-Martin-en-Bresse községekkel határos.

## Népesség
A település népessége az elmúlt években az alábbi módon változott:
| Lakosok száma | 207  | 209  | 215  | 212  | 212  | 219  | 223  | 221  | 218  |
|               | 2013 | 2015 | 2016 | 2017 | 2018 | 2019 | 2020 | 2021 | 2022 |